# Palais Cambon

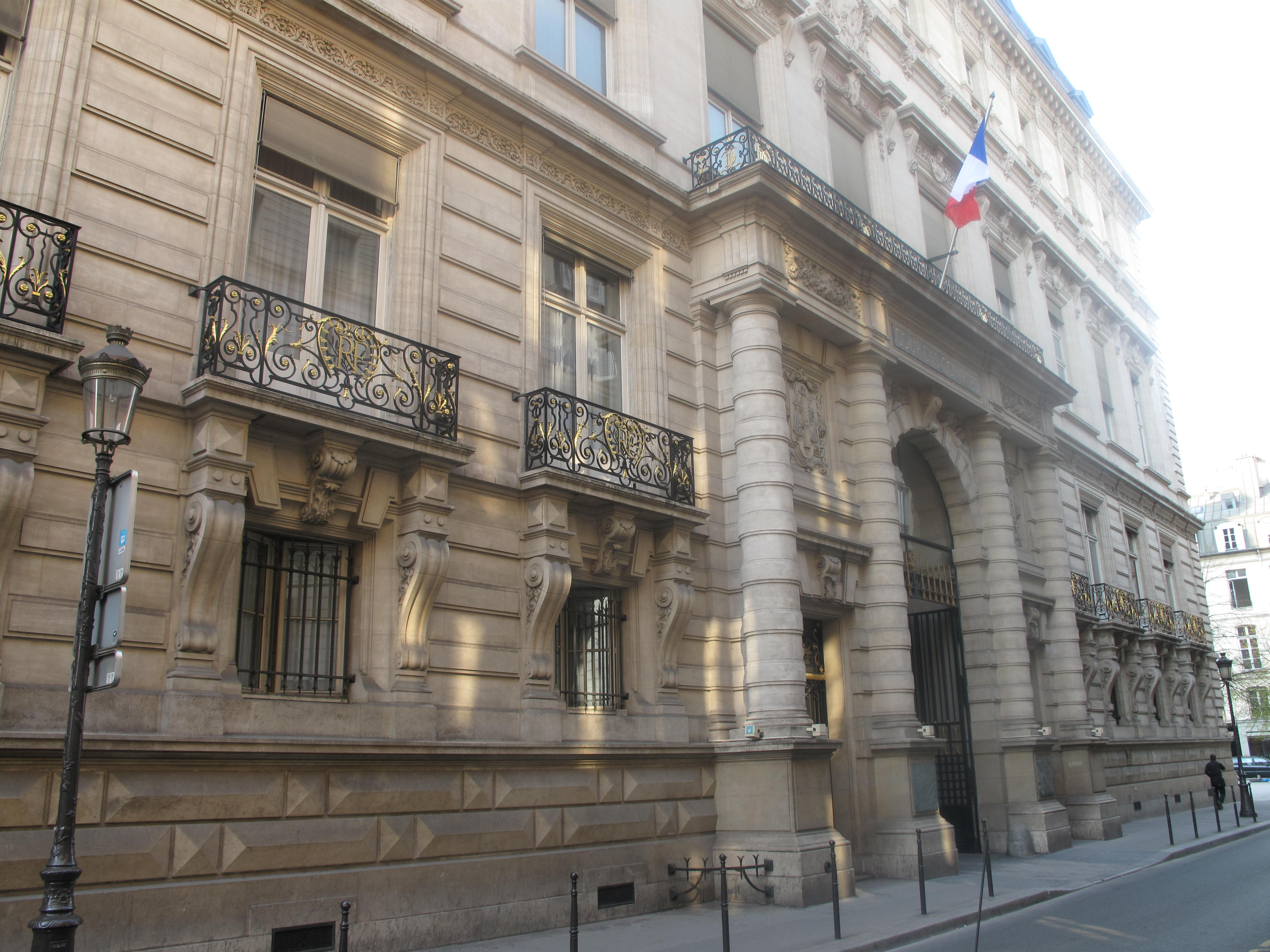
Palais Cambon – hlavní vstup

Palais Cambon je administrativní budova / Justiční palác v Paříži, která se nachází v 1. obvodu v ulici Rue Cambon č. 13. Od roku 1993 je chráněná jako historická památka.

## Historie
Palác byl postaven na místě bývalého ženského kláštera, ze kterého se dochoval jen kostel Nanebevzetí Panny Marie. Palác byl určen pro Účetní dvůr, který se po požáru Palais d'Orsay přestěhoval do Palais Royal. V roce 1898 začala demolice kláštera a v roce 1901 byla hrubá stavba hotová. Pětipodlažní budova s vnitřním nádvořím byla otevřena 16. října 1912. V letech 1948-1967 byla k paláci přikoupena a stavebně připojena i sousedící budova na Rue Saint-Honoré. V komplexu rovněž sídlí Dvůr rozpočtové a finanční kázně (Cour de discipline budgétaire et financière). Od roku 1993 jsou chráněny střechy, fasáda a vnitřní výzdoba ve 2. patře.